# منتخب السعودية لألعاب القوى
منتخب السعودية لألعاب القوى هو المُمثل الرَّسمي للمملكة العربية السعودية في المسابقات الدولية لألعاب القوى المخصصة للاختيارات الوطنية.

## المُشاركة في المسابقات الدولية

### الألعاب الأولمبية
يَضُمُّ المُنتخب السّعودي لألعاب القوى 10 مشاركات في الألعاب الأولمبية الصيفية من أصل 28 طبعة. الميدالية الأولمبية الوحيدة التي فاز بها مُمثِّل المملكة العربية السعودية هي الميدالية الفضّية التي فاز بها هادي صوعان الصميلي في سباق 400 متر حواجز في ألعاب سيدني 2000.

| الطَّبعَة     |  |                                         |  |
| ---------- |  | --------------------------------------- |  |
| سيدني 2000 |  | هادي صوعان الصميلي (سِبَاق 400 متر حواجز) |  |

### بُطُولة العالم
على المُستوى الدولي، شارك المُنتخب السّعُودي لألعاب القوى مرّةً واحِدةً في بطولة العالم لألعاب القوى، وكانت المُشاركة عن طريق سعد الأسمري، حيثُ فاز بميدالية برونزية.
| الطَّبعَة       |  |  |                                               |
| ------------ |  |  | --------------------------------------------- |
| غوتنبرغ 1995 |  |  | سعد شداد الأسمري (سِباق 3000 متر حواجِز للذكور) |

### البطولات والألعاب الآسيوية
على المُستوى القاري، تَمكَّن المُمثِّل السّعُودي مِنَ الفوز بـ28 ميدالية ذهبية و21 ميدالية فضية و12 ميدالية برونزية في البطولات الآسيوية، بالإضافة إلى 17 ميدالية ذهبية و5 ميداليات فضية و8 ميداليات برونزية فازت بها في الألعاب الآسيوية.
| البُطولة                                    |                  |                 |                    |
| ------------------------------------------ | ---------------- | --------------- | ------------------ |
| المُنتخب السّعودي في بطولة آسيا لألعاب القوى | 28 ميدالية ذهبية | 21 ميدالية فضية | 12 ميدالية برونزية |

| البُطولة                             |                  |                 |                    |
| ----------------------------------- | ---------------- | --------------- | ------------------ |
| المُنتخب السّعُودي في الألعاب الآسيوية | 17 ميدالية ذهبية | 5 ميداليات فضية | 8 ميداليات برونزية |

## مَرَاجِع
1. ↑  "Saudi Arabia Athletics" (بالإنجليزية). Archived from the original on 2020-01-14. Retrieved 23 agosto 2012. {{استشهاد ويب}}: تحقق من التاريخ في: |تاريخ الوصول= (help)
2. ↑  "Asian Championships" (بالإنجليزية). Archived from the original on 2019-06-20. Retrieved 1º aprile 2012. {{استشهاد ويب}}: تحقق من التاريخ في: |تاريخ الوصول= (help)
3. ↑  "Asian Games" (بالإنجليزية). Archived from the original on 2019-06-30. Retrieved 1º aprile 2012. {{استشهاد ويب}}: تحقق من التاريخ في: |تاريخ الوصول= (help)